# Premio Compasso d'oro 1998
Il premio Compasso d'oro 1998 è stata la 18ª edizione della cerimonia di consegna del premio Compasso d'oro.

## Giuria
La giuria era composta da:
- Achille Castiglioni
- Giuseppe De Rita
- Marianne Frandsen
- Fritz Frenkler
- Sadik Karamustafa
- Tomás Maldonado
- Marco Zanuso

## Premiazioni

### Compasso d'oro
| Designer                                             | Prodotto | Azienda                | Immagine |
| ---------------------------------------------------- | --- | ---------------------- | -------- |
| Domenico Moretto                                     | Piano di cottura da appoggio ribaltabile                                                                                        | Alpes Inox             |          |
| Luciano Pagani e Angelo Perversi                     | Mobili per ufficio Move e Flipper                                                                                               | UnifFor                |          |
| Renzo Piano Design Workshop                          | Apparecchio d'illuminazione per esterno Nuvola                                                                                  | iGuzzini illuminazione |          |
| Italo Lupi                                           | Rivista culturale IF | Fondazione IBM Italia  |          |
| Richard Sapper                                       | Macchina per caffè espresso con macinacaffè Cobàn                                                                               | Alessi                 |          |
| Richard Sapper e Francis Ferrain                     | Bicicletta da città pieghevole Zoombike                                                                                         | Elettromontaggi S.r.l. |          |
| Massimo Vignelli (Studio Vignelli Asociates)         | Grafica di informazione Cosmit, Corporate Identify Program                                                                      | Cosmit                 |          |
| Luciano Marson                                       | Manuale Horm: istruzioni di montaggio                                                                                           | Horm                   |          |
| Philips Corporate Design e Stefano Marzano           | Sistema a raggi X Integris H5000 Cardiac System                                                                                 | Philips                |          |
| Isao Hosoe Design                                    | Forno a tunnel monostrato per la cottura di piastrelle e cabina di controllo con plancia e software intelligente FMP 270 Pulsar | SACMI Forni            |          |
| Gianluigi Landoni                                    | Lavamani Wing | Rapsel                 |          |
| Giorgio Decursu e Junko Murase                       | Tornio parallelo Leonard | Comev S.p.A.           |          |
| Paolo Targetti                                       | Sistema modulare di illuminazione Mondial F1                                                                                    | Targetti Sankey        |          |
| Giovanni Anceschi, Valeria Bucchetti, Matteo Bologna | Archivio multimediale del Museo Poldi Pezzoli                                                                                   | Museo Poldi Pezzoli    |          |
| Riccardo Blumer                                      | Sedia Laleggera | Alias                  |          |

## Compasso d'oro alla carriera

### Persone
- Giovanni Sacchi
- Albe Steiner
- Pino Tovaglia

### Aziende
- Fontana Arte[4]
- Fantoni

## Targa giovani
- Mara Bacconi, Walter Ritrivi, IGEA;
- Maria Vittoria Bellelli;
- Flaviano Capriotti, M. Federica Rastrelli;
- Corso di Disegno Industriale Workshop Laboratorio Modelli CISDA, *Lorenzo Damiani;
- Elisa Della Valentina, Elena Baj, Marta Petri;
- Luca Ferratini, Benedetta Lombardi;
- Barbara Ferrari;
- Alessandra Furetta;
- Lorenzo Gecchelin;
- Paolo Golinelli;
- Kim Yoo Boo Mee;
- Fabrizio L'Abbate;
- Davide Marcon, Vitor Medeiros;
- Angelo Minisci;
- Valeria Murzilli;
- Rossana Pilotti, Stefano Villa Werner;
- Paola Stentella;
- Flavio Tambani, Alessandro Cereda, Sergio Mori;
- Daniele Trebbi;
- Fabrizio Valpreda;
- Nicola Volpini, Simone Rossi.